# Tec-Mec Automobili
Tec-Mec Automobili war ein italienischer Rennwagenkonstrukteur aus Modena, der 1959 unter anderem ein Fahrzeug für die Formel 1 herstellte. Das Auto nahm nur an einer Rennveranstaltung teil.

## Unternehmensgeschichte
Das anfänglich Studio Technica Meccanica genannte Unternehmen wurde 1958 von dem Ingenieur Valerio Colotti gegründet. Colotti war bis 1957 bei Maserati beschäftigt gewesen und hatte dort Teile des erfolgreichen Formel-1-Modells Maserati 250F konstruiert. Nachdem Maserati Ende 1957 sein werksseitiges Formel-1-Engagement aufgegeben hatte, entschied sich Colotti für den Aufbau eines eigenen Unternehmens, das in Auftragsarbeit Komponenten für den Motorsport entwickeln und herstellen sollte. Zu den ersten Arbeiten Colottis gehörte die Entwicklung eines Formel-1-Getriebes, das 1959 vom britischen Team Rob Walker Racing für Stirling Moss eingesetzt wurde.
1958 beauftragte der italienische Privatfahrer Giorgio Scarlatti, der auf der Suche nach einem Nachfolger für seinen veralteten Maserati 250 F war, Colottis Studio Technica Meccanica mit der Entwicklung eines neuen Rennwagens. Colotti begann mit den Arbeiten, bevor sie allerdings vollendet werden konnten, verkaufte Colotti seinen Betrieb an den Amerikaner George Pennington und den Schweizer Hans Tanner, die den Namen des Unternehmens in Tec-Mec Automobili änderten. Während Colotti daraufhin zusammen mit Alf Francis das Unternehmen Gear Speed Developments (später: Colotti Trasmissioni) gründete, setzten Pennington und Tanner mit Hilfe des Mechanikers Giuseppe Consoli den Aufbau des von Colotti initiierten Formel-1-Autos fort. Der Tec-Mec 415 genannte Wagen wurde im Spätsommer 1959 fertiggestellt und sodann an ein amerikanisches Team verliehen, das ihn zu einem Formel-1-Rennen meldete. Dabei lieferte der Wagen enttäuschende Ergebnisse. Tec-Mec stellte daraufhin die Formel-1-Bemühungen ein. Später entwarf das Unternehmen noch einen Wagen für die Formel Junior, der von einem Fiat-Motor angetrieben wurde. Auch dieses Fahrzeug konnte nicht überzeugen. Tec-Mec stellte daraufhin den Betrieb ein.

## Der Tec-Mec 415

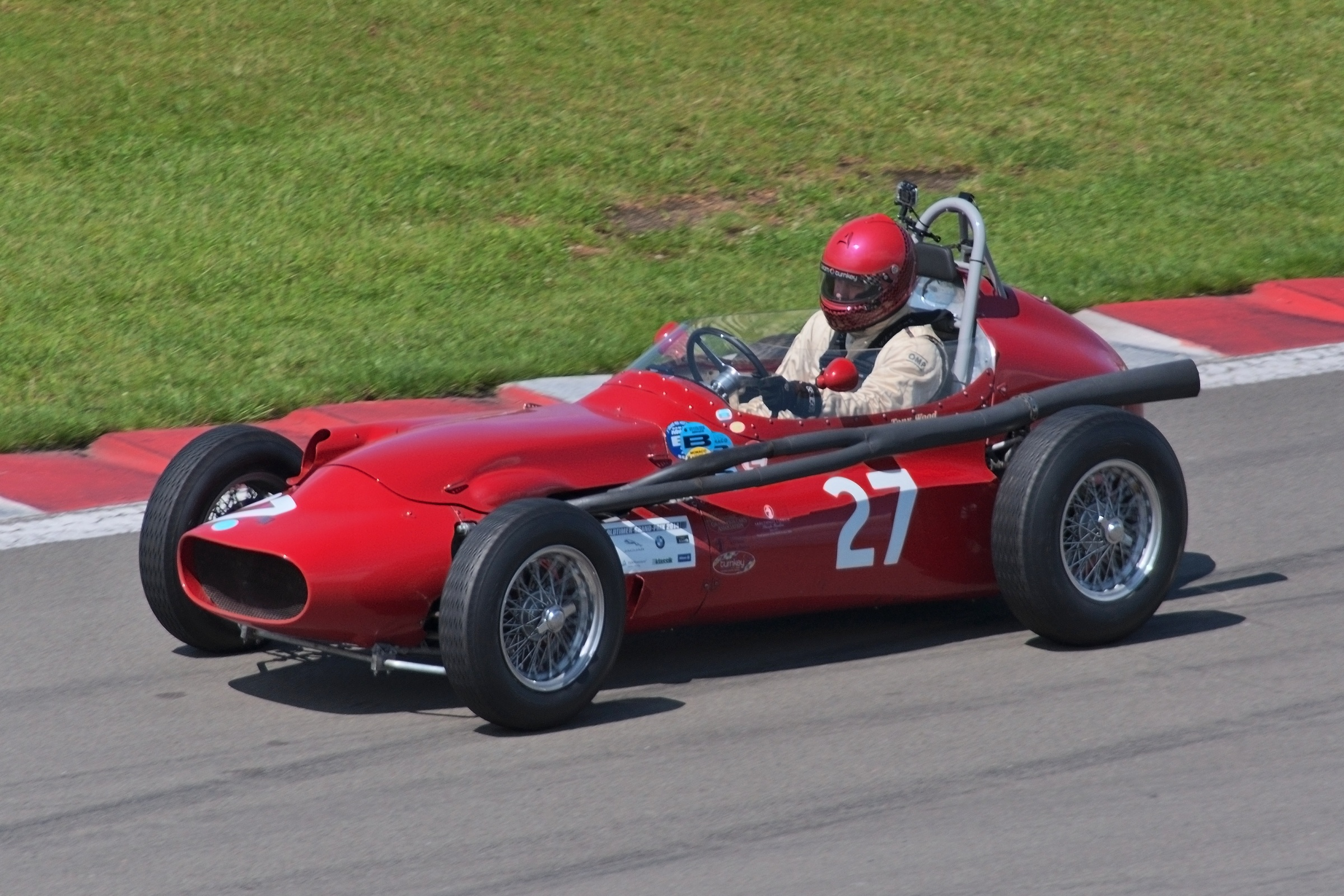
TecMec 415

Bei der Konzeption des Tec-Mec 415 verfolgte Colotti das Ziel, eine leichtere, effektivere Version des anfänglich sehr erfolgreichen Maserati 250F zu entwickeln. Erste Überlegungen hierzu hatte Colotti noch während seiner Zeit bei Maserati angestellt; nach der Gründung seines eigenen Unternehmens setzte er entsprechende Entwicklungen fort. Konzeptionell ähnelte der Tec-Mec 415 dem Maserati 250F. Der Wagen hatte einen Gitterrohrrahmen; allerdings verwendete Tec-Mec dünnere Rohre als Maserati. Als Antrieb diente ein Maserati-Motor, der vorn installiert war. Das Getriebe saß an der Hinterachse. Das Frontmotorkonzept war konservativ; 1959, als der Tec-Mec 415 vorgestellt wurde, hatten die Wagen von Cooper bereits die Überlegenheit des Mittelmotors erwiesen. Alle vier Räder des Tec-Mec waren einzeln aufgehängt: die Vorderen an doppelten Dreieckslenkern mit Schraubenfedern und Stabilisator, auch hinten gab es Doppelquerlenker, unten ein trapezförmiger Lenker mit Kreuzverstrebung, oben ein Dreieckslenker mit einer Querblattfeder. An allen Rädern gab es Scheibenbremsen von Girling, an den Aufhängungen einstellbare Teleskopstoßdämpfer. Die Lenkung arbeitete mit Ritzel und Zahnstange.
Die Karosserie stellte der Zulieferer Allegretti e Gentilini her.
Der Tec-Mec-Mechaniker Consoli baute den 415 im Laufe des Jahres 1959 auf. Im Spätsommer 1959 war das Auto komplettiert. Bob Said, Piero Drogo, Joakim Bonnier und Giorgio Scarlatti führten die ersten Testfahrten durch, hielten das Auto in seinem ursprünglichen Zustand aber übereinstimmend nicht für renntauglich. Eine Meldung des Wagens zum Großen Preis von Italien 1959 wurde daraufhin zurückgezogen.
Nach einer schnellen Überarbeitung des Fahrwerks übernahm der amerikanische Rennstall Camoradi Racing den Tec-Mec 415 und meldete ihn zum Großen Preis der USA 1959, der im Dezember 1959 auf dem Sebring International Raceway in Florida abgehalten wurde. Als Fahrer wurde der Brasilianer Fritz d’Orey verpflichtet, der mit Pennington bekannt war, aber wenig Grand-Prix-Erfahrung hatte. Beim Qualifikationstraining in Sebring litt der Tec-Mec 415 unter geringem Kompressionsdruck auf zwei Zylindern. D’Orey erreichte mit dem defekten Fahrzeug eine Qualifikationszeit, die um mehr als 33 Sekunden über der Rundenzeit des Pole-Fahrers Stirling Moss lag. Er ging als 17. von 19 Fahrern ins Rennen und schied nach acht Runden aus, nachdem sein Motor einen Totalschaden erlitten hatte.
Das Auto wurde noch einmal bei einer Hochgeschwindigkeitsfahrt außerhalb der Formel 1 eingesetzt. Auch hier erlitt der Tec-Mec 415 einen Motorschaden. Tec-Mec gab das Fahrzeug daraufhin auf. Es stand lange Jahre in Tom Wheatcrafts Rennwagensammlung in Donington Park.